# Ossip Zadkine

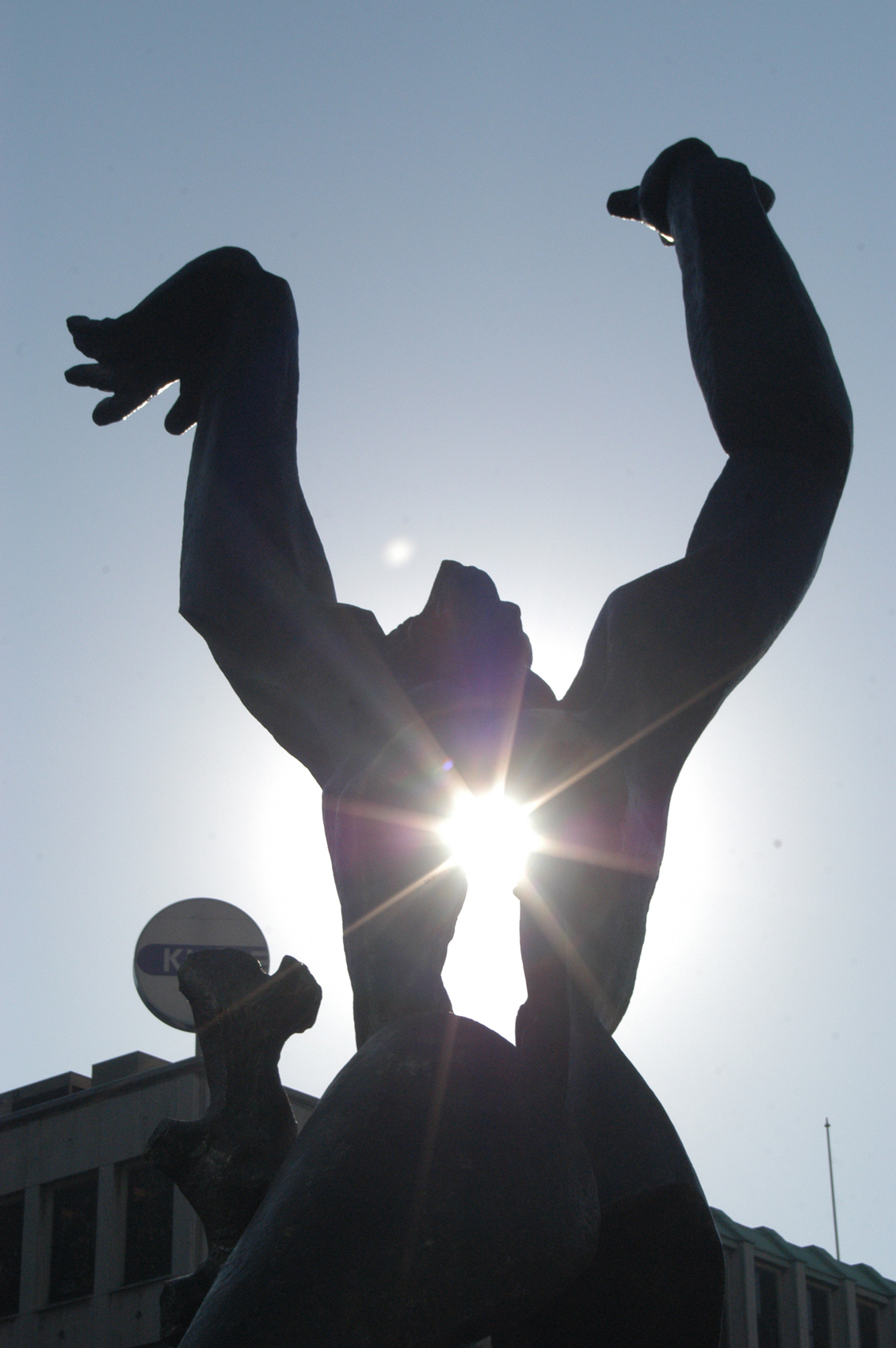
Az elpusztított város, Rotterdam

Ossip Zadkine (oroszul:Осип Цадкин; teljes nevén Иосель Аронович Цадкин, Ioszel Aronovics Cadkin, Vityebszk, 1890. július 14. — Párizs, 1967. november 25.) fehérorosz származású francia absztrakt stílusú szobrász. Párizsi diákévei alatt a kubista mozgalomhoz csatlakozott.

## Életpályája
Atyja megkeresztelkedett zsidó származású professzor, klasszikus nyelveket tanított a szmolenszki szemináriumban, anyja skót hajóépítők leszármazottja. 1905-ben atyja Ossipot Angliába küldte tanulni, londoni rokonától az ottani iparművészeti iskolában, a Polytechnic Art Schoolban folytatott tanulmányokat, innen Párizsba ment, ahol a Beaux-Arts-ban (1909) tanult, számos párizsi művészbarátot szerzett, köztük Alexander Archipenko, Marc Chagall, Amedeo Modigliani. A néger plasztika is nagy hatással volt rá, s lelkesen csatlakozott a kubista mozgalomhoz, amelynek hamarosan élenjáró szobrászképviselője lett.
Az első világháború idején önként jelentkezett a francia hadseregbe, 1915-ben sorozták be, 1917-ben szerelt le, mivel egy gáztámadás miatt megsérült. 1918-ban megkapta a francia állampolgárságot, 1920-ban megnősült, házassági tanúja Tsugouharu Foujita japán származású festő volt.
Sokáig erősen befolyásolta munkáját a kubista stílus, majd az 1920-as évek második felétől kezdte kialakítani sajátos egyéni stílusát, amely erősen támaszkodott a primitív művészeti stílusra. A két világháború közt számos kiállításon szerepelt munkáival Franciaországban és külföldön.
1928-ban már önálló stúdiót és kertet tudott venni Párizsban, a Rue d'Assas 100. alatt ma itt működik a Zadkine Múzeum. A második világháború idején az Amerikai Egyesült Államokba menekült, ott számos száműzött művésszel (Fernand Léger , Max Ernst és Marc Chagall, stb.) együtt dolgoztak tovább és kiállításokat rendeztek. 1945-ben Zadnike New Yorkban és Észak-Karolinában is tartott képzőművészeti kurzusokat. A háború után visszajött Párizsba, nyitott egy Modern rajz- és szoboriskolát a Notre-Dame közelében. 1947-ben elfoglalta háború előtti stúdióját, s képzőművészetet a továbbiakban a Montparnasse kerület művészeti iskolájában tartott (Academie de la Grande Chaumiere).
Igen termékeny és sikeres szobrászművész lett, köztéri szobrai közül egyik legnevezetesebb Az elpusztított város (1953) című, amely ma Rotterdam egyik főterén áll, s szimbolizálja azt a mérhetetlen rombolást és csapást, amelyet a város elszenvedett a második világháború idején. Zadkine e szobrának brutális háborús szimbolikáját Pablo Picasso Guernica című művével tartják egyenrangúnak. Emlékszobrai közül nevezetes a Van Gogh-emlékmű, amelyet több országban is felállítottak (Franciaország, Hollandia) 1964 óta egy példány Zundert holland falu temploma mellett áll, ahol a Van Gogh testvérek atyja, s maga Vincent van Gogh is prédikátor volt.
Pályája során több mint 400 szobrot alkotott, több ezer rajzot, s akvarelleket. Főleg portrészobrokat készített, témák szerint ezek bibliai, mitológiai, zenei és költői vagy háborús témák, s végül vannak olyan szobrai, amelyeket egy-egy alkotó művész tiszteletére tervezett. Kezdetben főleg kőből dolgozott, majd a két világháború közt fából készített szobrokat, a második világháború után főleg bronzból dolgozott. Stílusa kiszabadult a kubizmus hatása alól, s a primitíveken át az absztrakt irányzatban bontakozott ki.
Párizsban érte a halál, a Montparnasse temetőben helyezték örök nyugalomra.

## Szobrai (válogatás)
- Női forma (1918)
- Gitáron játszó nő (1952)
- Az elpusztított város : Rotterdam (1953)
- Nagy Orpheus (1953-ban Franciaországban a Musée de Grenoble mellett, 1956-ban a németországi Marlban állítottak fel belőle egy-egy példányt).
- Szent Sebestyén (1956)
- Az emberi erdő (1958)
- Vincent és Theo van Gogh (felállítva több helyen, például: Auvers-sur-Oise, Île-de-France, 1961; Zundert, Hollandia, 1954).
- Prométheusz (A Goethe Egyetem könyvtárának előcsarnokában, Frankfurt am Main, Bockenheim kerület)

## Galéria

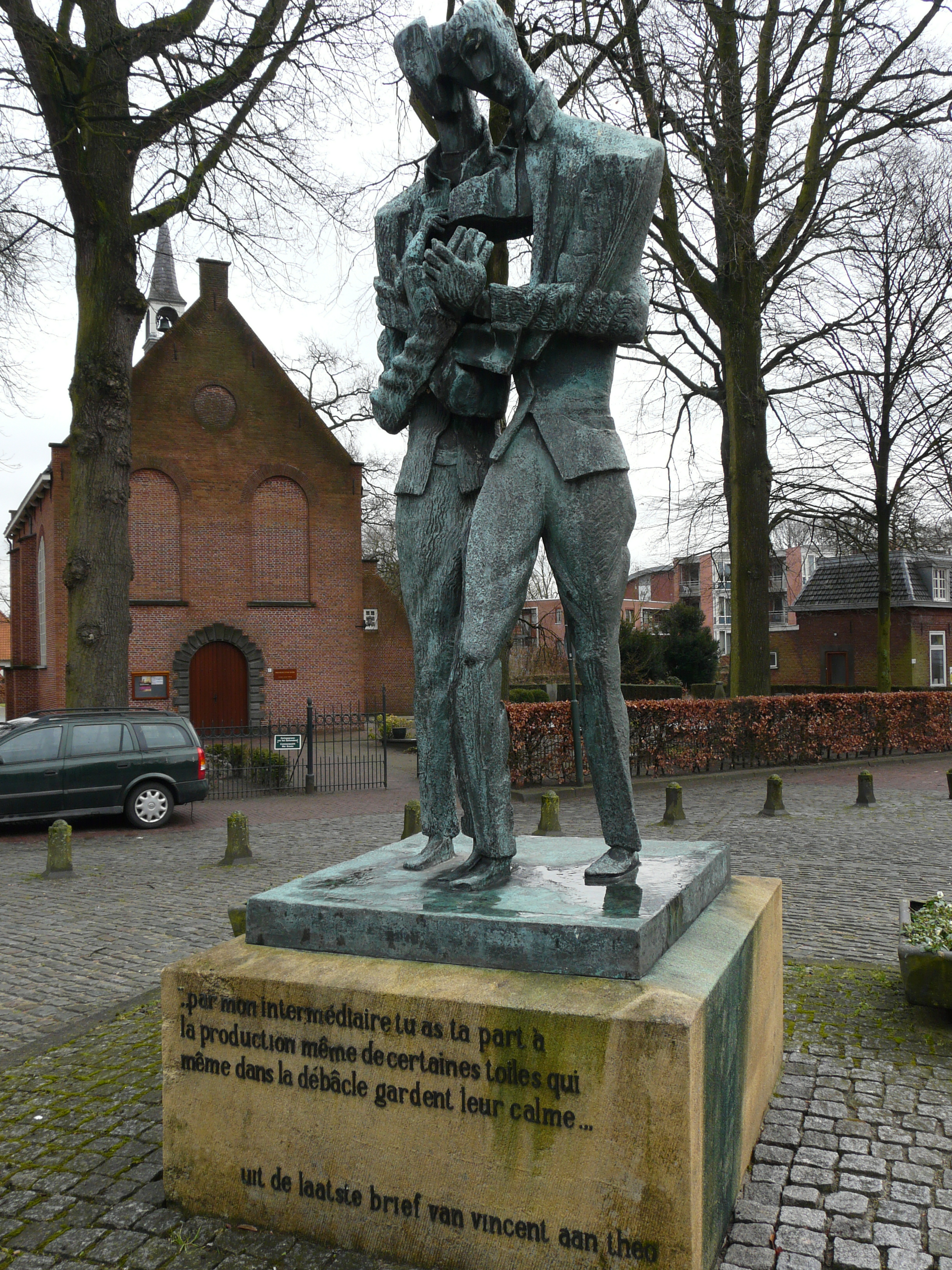
Van Gogh-emlékmű (Zundert, Hollandia; 1964)
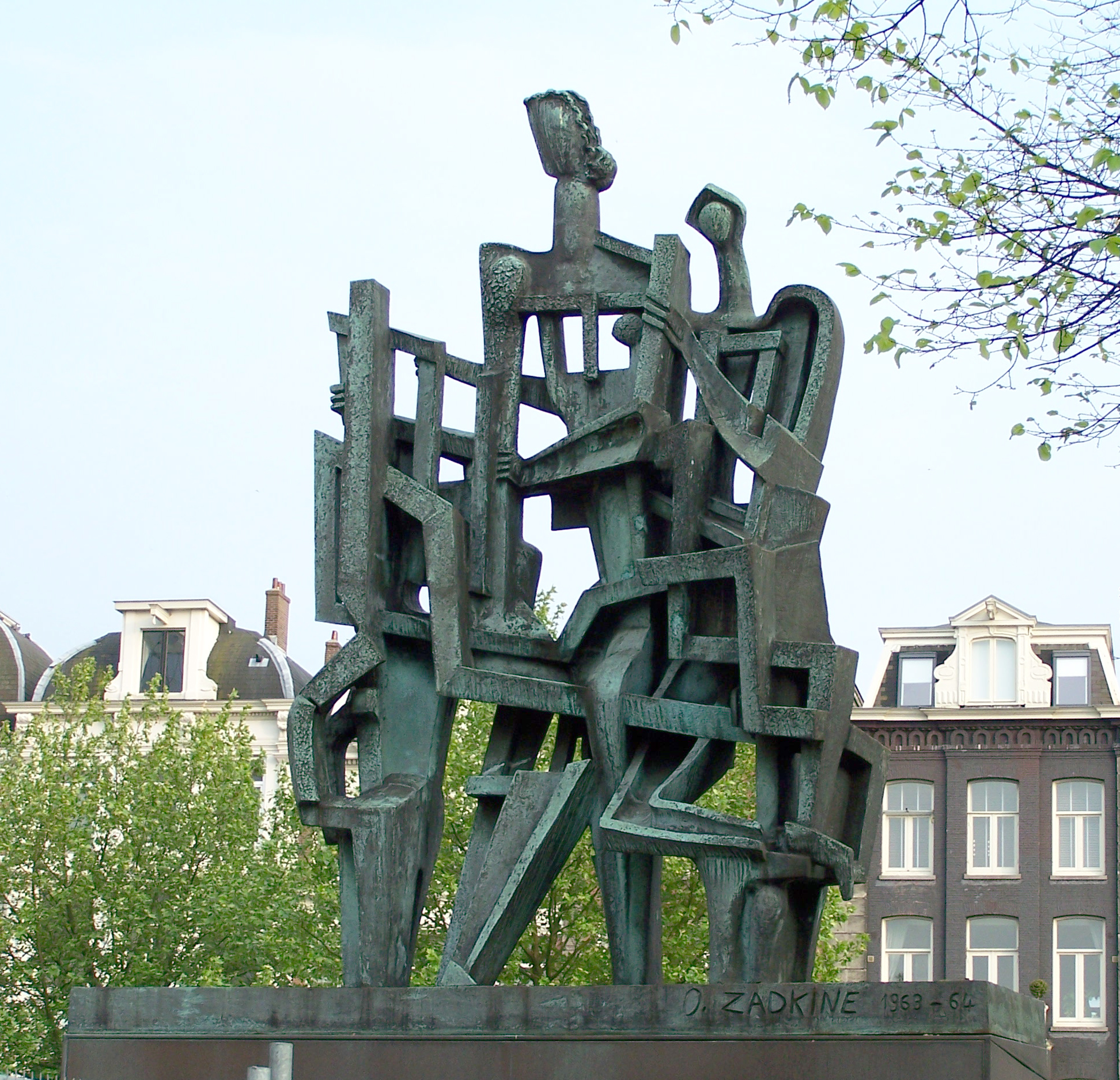
Emberi lakóhely (Amszterdam)
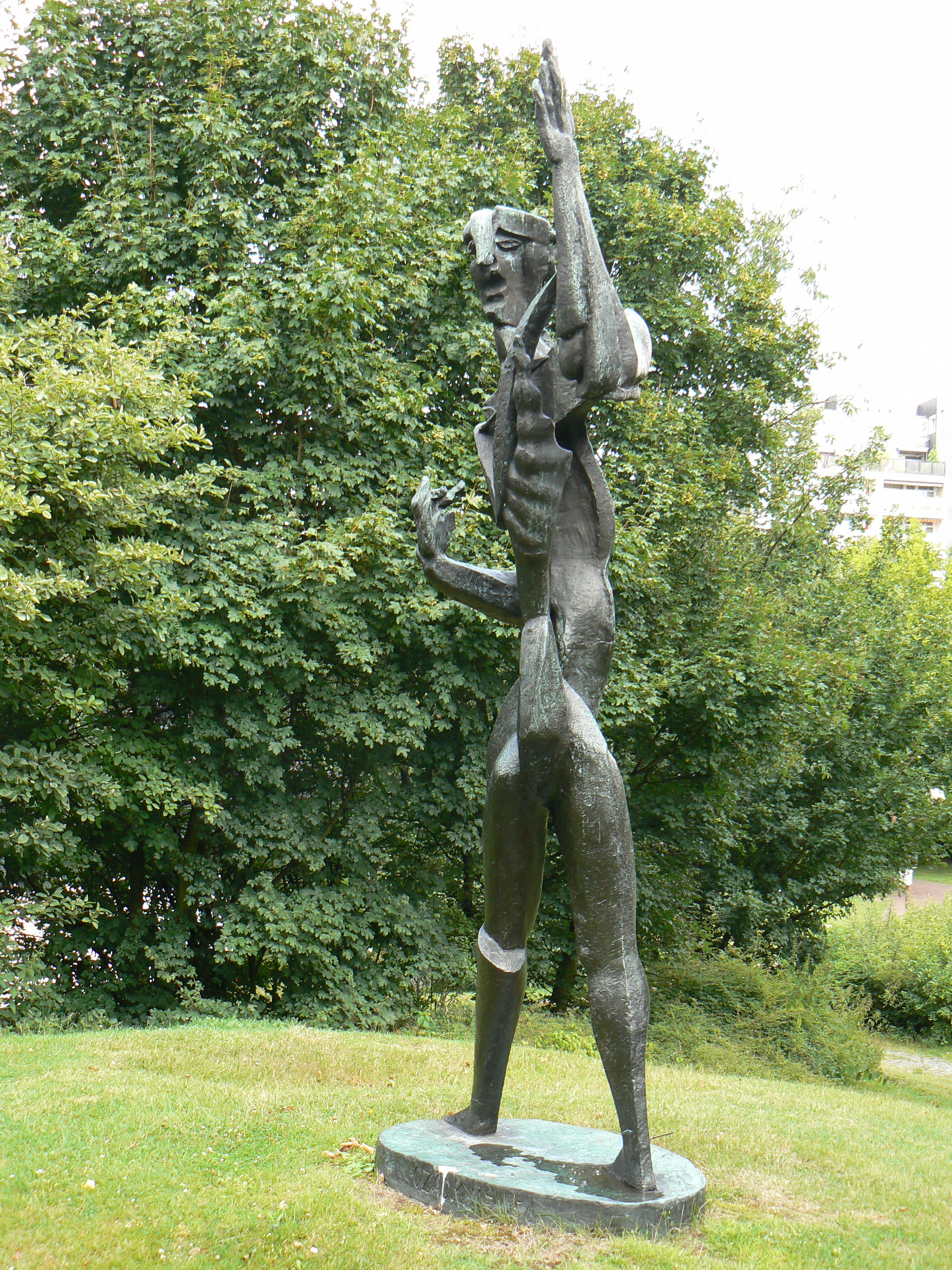
Nagy Orpheusz (Marl, Észak-Rajna-Vesztfália tartomány, 1956)
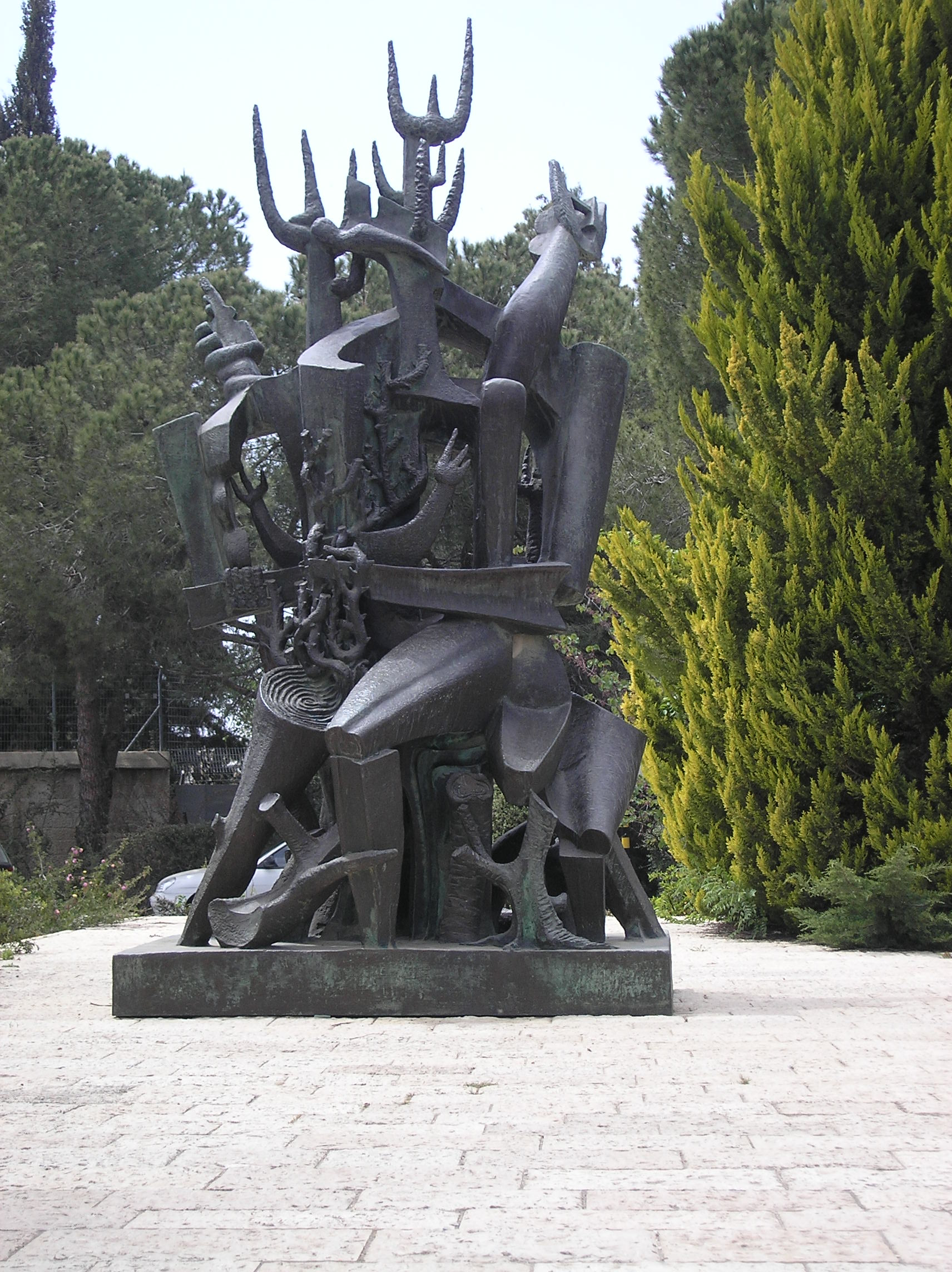
Az emberi erdő (Jeruzsálem, 1960)